# Camponotus maccooki
Camponotus maccooki är en myrart som beskrevs av Auguste-Henri Forel 1879. Camponotus maccooki ingår i släktet hästmyror, och familjen myror. Inga underarter finns listade.

## Bildgalleri

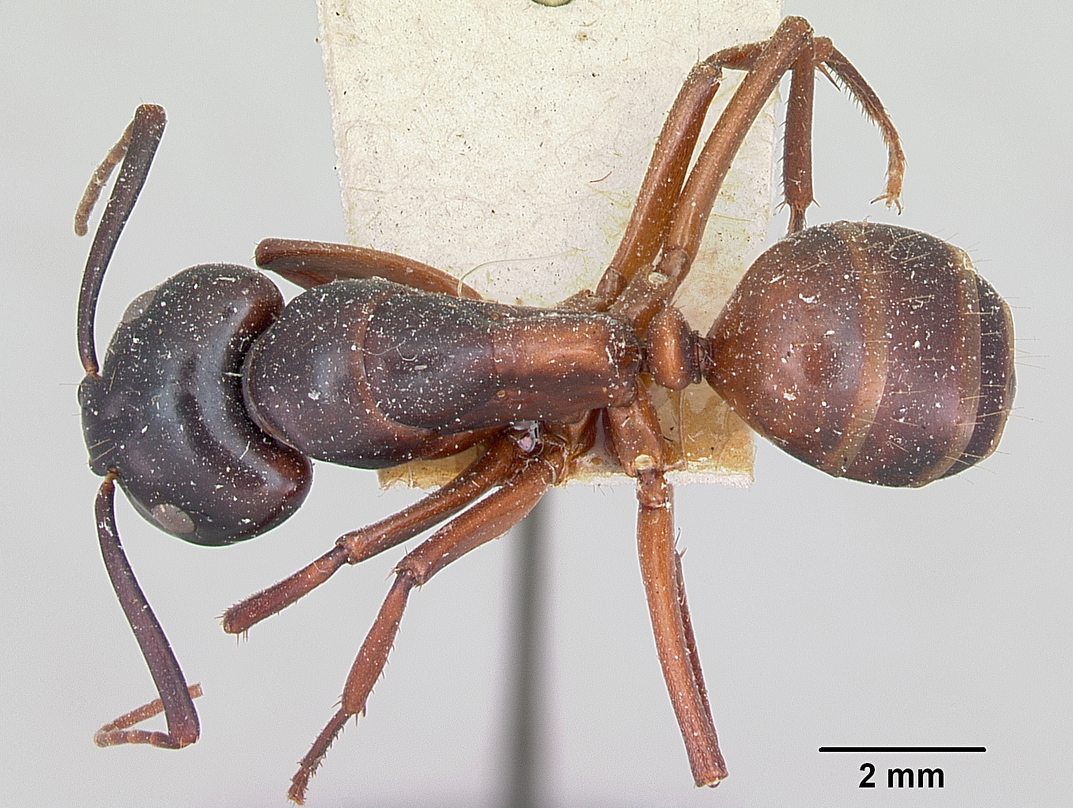
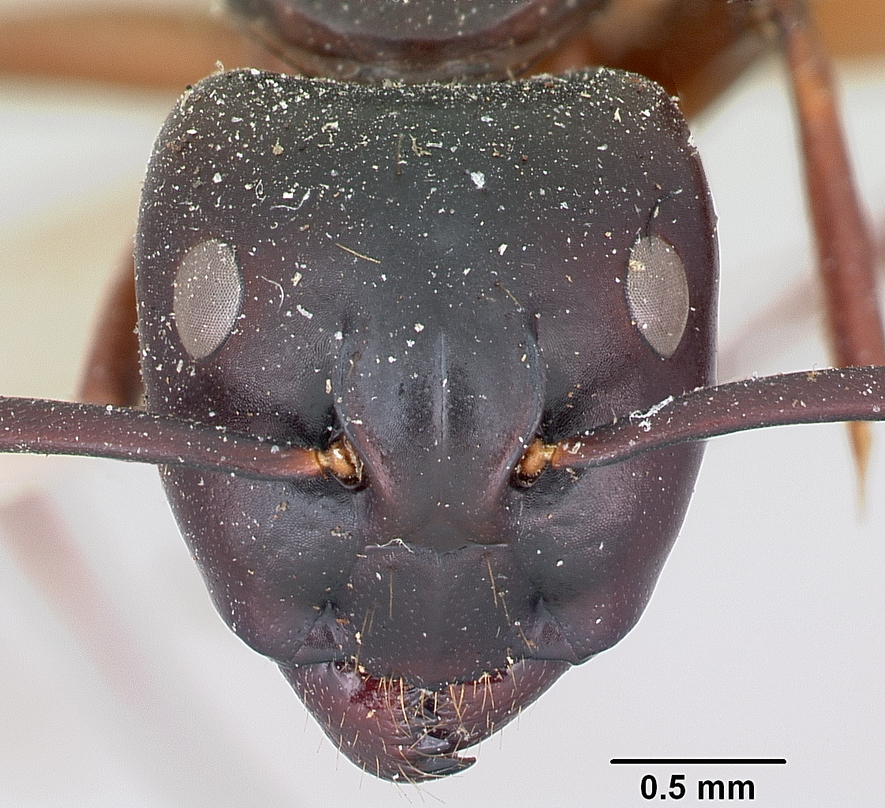
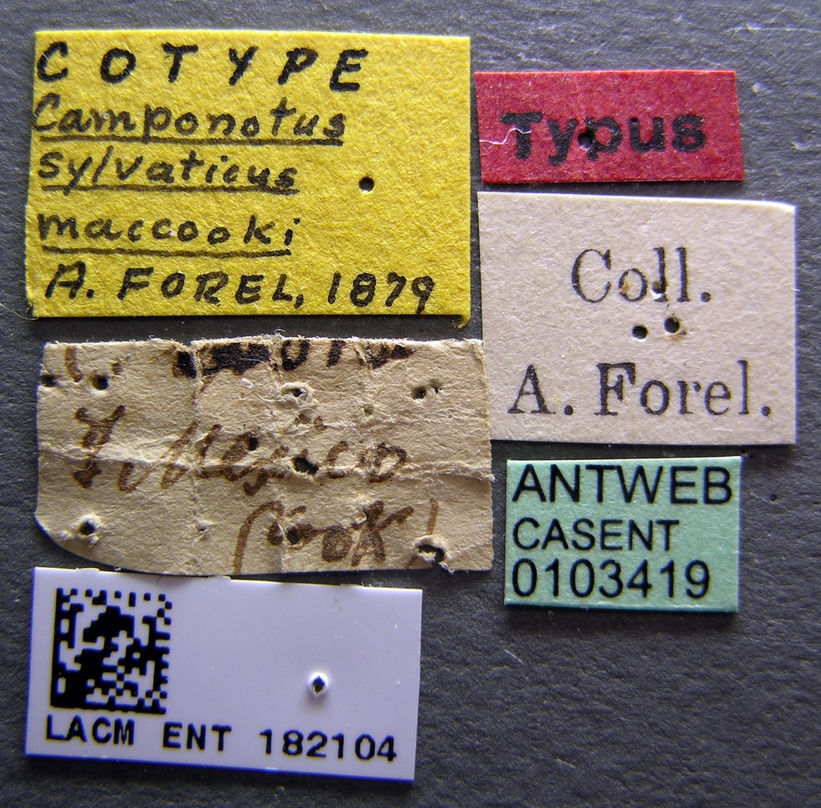
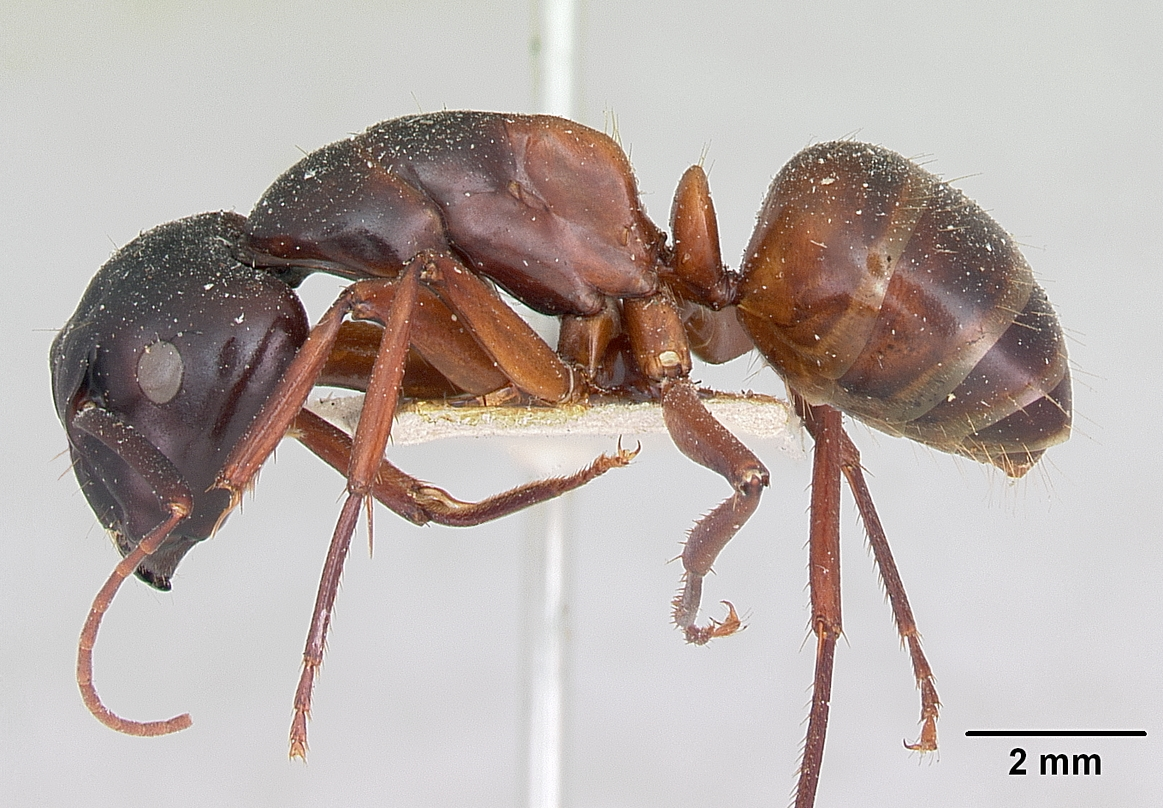